# Закриті простори
«Закриті простори» — російський кінофільм 2008го. Прем'єра відбулася 14 серпня 2008 року.

## Зміст
Віка привозить піцу молодому хлопцю. Отримавши гроші, вона розуміє, що двері закриті, а клієнт збирається її зґвалтувати. Здавалося б, початок не віщує нічого доброго, але події розгортаютьсяабсолютно непередбачуваним чином, а взаємини героїв розвиваються дуже швидко і заплутано, привівши до несподіваного фіналу.

## Ролі
- Марія Машкова — Віка
- Леонід Бічевін — Веня
- Олег Макаров — Ростик
- Олександр Скляр — психотерапевт
- Олександр Ільїн — Льоня
- Анатолій Узденський — Арнольд
- Неллі Уварова — Тома
- Олена Шевченко — секретарка

## Знімальна група
- Автор сценарію: Ігор Ворскла
- Режисер-постановник: Ігор Ворскла
- Оператор-постановник: Руслан Герасименко
- Композитори:
  - Леонід Федоров
  - Володимир Волков
- Художник: Віктор Ніконенко
- Режисер монтажу: Олег Малигін
- Виконавчий продюсер: Ілля Гаврютін
- Генеральний продюсер: Ігор Лебідєв
- Звукорежисер перезапису: Василь Філатов

## Цікаві факти
- Олена Шевченко, виконала у фільмі епізодичну роль секретарки — мати Марії Машковою.

## Нагороди та номінації
- 2008 — Кінофорум «Амурська осінь» у Благовєщенську включив «Закриті простори» в конкурс з 12 кінострічок. За підсумками кіноогляду журі під головою Олександра Прошкіна відзначило акторську роботу Марії Машковою спеціальним дипломом.